# دیک مارتین (کمدین)
دیک مارتین (انگلیسی: Dick Martin؛ ۳۰ ژانویهٔ ۱۹۲۲ – ۲۴ مهٔ ۲۰۰۸) یک هنرپیشه اهل ایالات متحده آمریکا بود.
از فیلم‌ها یا مجموعه‌های تلویزیونی که وی در آن‌ها نقش داشته است می‌توان به رونوشت کاربنی اشاره نمود.